# 김중서
김중서는 1943년 보성전문학교를 졸업하고 1948년 제2회 변호사시험과 1950년 사법관 실무고시에 합격하여 1959년 서울고등법원 판사, 1964년 서울고등법원 부장판사, 1973년 부산지방법원장, 1975년 부산민사지방법원장, 1977년 광주고등법원장, 1980년 대구고등법원장을 지내다가 전두환 대통령에 의해 대법원 판사에 임명되어 1980년 9월부터 1984년 6월까지 지낸 법조인이다. 박정희 전 대통령 시해 사건에 대해 소수의견을 냈던 5명의 대법원 판사가 강제 퇴직하게 되면서 사건처리가 어려워지자 윤운영와 함께 충원되었다. 7개월뒤 윤운영은 재임명에서 탈락했으나 정치쇄신위원장을 지낸 이력으로 재임명을 받을 수 있었다.